# Валдомиро
Валдоми́ро Ваз Фра́нко, или просто Валдомиро (родился в Крисиуме, штат Санта-Катарина, 17 февраля 1946 года) — бразильский футболист. Выступал на позиции полузащитника и нападающего.

## Биография
Является рекордсменом СК «Интернасьонал» по количеству проведённых матчей — 803. По разным данным, забил от 187 до 192 голов за Интер, что делает Валдомиро четвёртым бомбардиром в истории клуба.
За сборную Бразилии он сыграл в 23 матчах в период с мая 1973 года по март 1977 года, и забил пять голов. Валдомиро был участником чемпионата мира 1974 года, где в пяти матчах он забил один гол.

## Титулы
- Чемпион Бразилии (3): 1975, 1976, 1979
- Чемпион штата Риу-Гранди-ду-Сул (10): 1969, 1970, 1971, 1972, 1973, 1974, 1975, 1976, 1978, 1982
- Чемпион штата Санта-Катарина (1): 1968

## Личные достижения
- Дважды становился лучшим бомбардиром Лиги Гаушу — в 1971 и 1978 годах.
- Обладатель бразильского Серебряного мяча — 1976 год.